# Horst Ebenhöh
Horst Ebenhöh (* 16. Mai 1930 in Wien; † 26. Dezember 2022 in Pleßberg, Niederösterreich) war ein österreichischer Komponist, Pianist und Musikpädagoge.

## Leben
Horst Ebenhöh begann im Alter von sechs Jahren mit dem Klavierspiel, er war Schüler von Roland Raupenstrauch, später von Richard Hauser am Konservatorium der Stadt Wien. Danach wechselte er an die damalige Musikakademie, wo er Musikpädagogik und Klavier (Doris Leischner) studierte, parallel dazu studierte er an der Universität Wien Geographie.
Erste Kompositionspreise erhielt Ebenhöh bereits während des Studiums. Es folgten Förderungspreise und Wettbewerbsauszeichnungen sowie erfolgreiche Aufführungen im In- und Ausland.
Als Gründungsmitglied der INÖK (Interessengemeinschaft Niederösterr. Komponisten) und Mitorganisator der langjährigen Festivalreihe „NÖ-International“ konnte er zahlreiche zeitgenössische niederösterreichische Komponisten fördern.
Horst Ebenhöh unterrichtete 36 Jahre an Gymnasien als Professor für Musik und Geographie, seit 1990 widmete er sich beruflich ausschließlich dem Komponieren und der Musik.
Am 26. Dezember 2022 verstarb Horst Ebenhöh über der Arbeit an einem neuen Werk; er hatte bis zuletzt komponiert.

### Stil
Horst Ebenhöh kommt aus keiner „Komponierschule“, sondern hat seinen Weg als „Synthesesucher zwischen Tradition und Avantgarde“ stets alleine gesucht. Von mehreren Orientreisen zwischen 1955 und 1962 beeindruckt, entwickelte er seinen Personalstil unabhängig von modischen Strömungen. Sein Stil ist geprägt durch Rhythmus, motivliche Verarbeitung und durch ein nuancenreiches Klangempfinden, das auch Klang- und Geräuschfarben mit einbezieht.
Über seinen Musikstil und den Zugang zum Komponieren schrieb Horst Ebenhöh:

„Alles im Leben empfinde ich als einen ständigen Wechsel von Aufregungen und Beruhigungen: meine Musik pendelt zwischen extremer Dramatik und subtilster Kalmierung. Ich folge primär meinen empfundenen musikalischen Vorstellungen, die korrigierende „Ratio“ benutze ich meist erst später. Beim Komponieren bin ich stets mein eigener und erster Zuhörer, und ich filtere nach Gutdünken aus der Fülle meiner Musikvorstellungen das heraus, was ich aufregend oder beruhigend genug empfinde.
Mein heutiger Kompositionsstil hat seine Wurzeln in meinem ursprünglich romantisch-musikalischen Fühlen, als ich am Beginn meines Suchens stand um musikalischen Ausdruck. Subjektive Empfindsamkeit leitet meine Komponiertätigkeit.
Ich war und bin für alle neuen akustischen Eindrücke stets aufnahmebereit, ohne mich der experimentierenden Avantgarde, von der mein Empfinden mehr und mehr beeinflusst wurde, völlig anzuschließen. Die Tonalität verlor für mich nach und nach an Bedeutung, der Rhythmus trat in den Vordergrund (Orientreisen), Klang- und Geräuschfarben sind heute den (oft betont rhythmischen) Motivbildungen und deren Verarbeitungen in meinen Werken ebenbürtig. Langeweile in der Musik hasse ich...“

## Auszeichnungen
- 1960: Förderungspreis der Stadt Wien[6]
- 1965: Förderungspreis des Landes Niederösterreich[7]
- 1972: Förderungspreis des Bundesministeriums für Unterricht und Kunst[8]
- 1980: Kulturpreis des Landes Niederösterreich[9]

## Werke (Auswahl)
In Ebenhöhs Werkliste finden sich über 300 Werke praktisch aller musikalischen Gattungen der zeitgenössischen Musik, von Kammermusik über große symphonische Werke bis hin zu Opern.

### Ensemblemusik
- Sonate für Violine und Klavier – in C-Dur, op. 1/1 (1949–1950)[10]
- Variationen im alten Stil über ein Thema von Franz Schubert – Für Klavier zu vier Händen, op. 2b (1950)[10]
- Sonate Nr. 2 für Violine und Klavier, op. 6 (1961)[10]
- Suite „Das unvollständige Streichquartett“, op. 9/2 (1965)[10]
- Musik für Streicher, op. 12 (1966)[10]
- Sonatine für Violoncello und Klavier, op. 17/1 (1967)[10]
- Divertimento für Flöte und Klavier, op. 20/1 (1968)[10]
- Heiteres Finale für drei Violinen, Violoncello und Klavier, op. 20/1 (1969)[10]
- Die Pfaffenberger Nacht – Musikalische Humoreske für fünf Sänger und fünf Instrumentalisten nach einem Text von Eduard Kranner, op. 24 (1970)[10]
- 3 Tänze aus der Oper „Sultan zu verkaufen“, op. 30/1 (1972)[10]
- Einige Minuten für Klaviertrio, op. 32/1 (1973)[10]
- 14 Epigramme für drei Posaunen, op. 42/1 (1977)[10]
- Sonate Nr. 3 für Violine und Klavier, op. 50/1 (1980)[10]
- Konzert für Bassposaune, Streicher und Schlagzeug, op. 54 (1981)[10]
- Diaphonie für Schlagzeug und Klavier, op. 65/1 (1984)[10]

### Orchestermusik
- Kammerkonzert für Klavier und kleines Orchester – „Schülerkonzert“, op. 3 (1957)[10]
- 12 kleine Stücke für Streichquartett, op. 5 (1959)[10]
- Musik für Klavier und Orchester, op. 13/1 (1966)[10]
- 4 Szenen für Orchester, op. 21/2 (1969)[10]
- Konzert für Violine, Streichorchester und Schlagzeug, op. 29 (1972)[10]
- Kolloquium für Posaune, Schlagzeug und Orchester, op. 42/2a (1977)[10]
- Konzert für Violine, Viola und Orchester, op. 52 (1980)[10]
- Nocturne für kleines Orchester, op. 62/1 (1982)[10]
- Konvokation für kleines Orchester, op. 62/2 (1984)[10]
- Einige Minuten für Orchester, op. 103/2 (2003)[10]
- Konzert für 2 Violoncelli und Orchester, op. 127 (2016)[10]

### Geistliche Musik
- Virata – Oratorium nach der Legende „Die Augen des ewigen Bruders“ von Stefan Zweig, op. 4a (1960)[10]
- Wenn ich betrübt bin – Kantate nach Psalmentexten für Sopran, Baß, gemischten Chor, Orgel und Schlagzeug, op. 35 (1975)[10]
- Von der Hoffnung – Kammeroratorium für Mezzosopran, Bariton, dreistimmig gemischten Chor, Streicher, Flöte und Schlagzeug, op. 59 (1982)[10]
- Harmonische Messe – Deutsches Ostersonntags-Proprium, op. 60/3 (1987)[10]
- Harmonische Messe – Deutsches Proprium für die Weihnacht, op. 60/4 (1989)[10]
- Lateinische Orgelmesse – im alten Stil für gemischten Chor und Orgel, op. 83/2 (1996)[10]
- Missa a capella, op. 83/3 (1998)[10][10]
- Missa brevis – Kammermusikmesse, op. 60/6 (2009)[10]
- „Amen“ (a cappella) aus d. Psalmenkantate, op. 119/2 (2011)[10]